# Кодже-Хэмаджи (станция)
Станция «Кодже-Хэмаджи» (кор. 거제해맞이역 Кодже-Хэмаджиёк) — железнодорожная станция Корейской национальной железнодорожной корпорации на линии Тонхэсон. Расположена в Коджедоне района Йонджегу города-метрополии Пусан, Республика Корея. Станция была открыта 1 июля 1942 года. С 2011 по 2016 годы станция была закрыта на переоборудование. Название станции происходит от название маленького квартала Кодже-Хэмаджи, который находится недалеко от станции.